# رهاب الزواج
رهاب الزواج أو جاموفوبيا هو الشعور بالخوف من الزواج وتفضيل العزوبة. وقد اشتُق من الكلمة اليونانية "gamos" بمعنى الزواج، على عكس "anuptaphobia" وهو الخوف من عدم وجود علاقة أو الخوف من البقاء غير متزوج أو متزوج من الشخص الخطأ. ورهاب الزواج خلل نفسي يظهر بحالة رهاب خارج عن سيطرة الشخص، وغير مستند إلى أسباب منطقية في شأن الارتباط الرسمي، وخصوصاً الزواج. وهو رهاب شائع يحدث عند البشر، وخاصة الرجال. الرجال يميلون إلى الخوف من الزواج بسبب المخاطر الشخصية والمالية والاجتماعية التي تأتي مع الزواج.

## أعراض رهاب الزواج
تظهر أعراض الجاموفوبيا الجسدية جلية على الشخص المصاب خصوصاً حين يشعر بالالتزام أو الضغط، أو اقتراب موعد الارتباط. فنراه يرتجف، يشعر بالغثيان وبرغبة في البكاء، يزيد معدل ضربات القلب بشكل ملحوظ ومقلق، يشكو من آلام في الصدر، ودوار متكرر مع ضيق في النفس وإحساس بالتعرق. تترافق هذه كلها مع قلق مستمر وخوف يتملك الشخص ويؤثر على وظائفه الحياتية، مثل النوم والأكل والعمل والعلاقات بالآخرين. يحاول تجنب موضوع الزواج باستمرار، لتفادي الأفكار السلبية والصور التي تثير الخوف في نفسه، لكنه لا يستطيع السيطرة عليه. وكذلك كل أعراض القلق النفسية والجسمية بصورة متزايدة مثل: سرعه ضربات القلب – اختناق في الصدر – شعور بالدوار – شعور بالتنميل في الجسد والخفقان في القلب – رغبه في التبول – مغص معوي).

## أسباب رهاب الزواج
1. عدم تمكن الشخص من تحمل المسؤولية واتخاذ القرارات المصيرية: مع اختلاقه الحجج للهروب من الالتزامات مثل ضيق الوقت والظروف المالية السيئة أو عدم التمكن من تحمل مسؤولية إنجاب الأطفال. قد تكون هذه الحجج والأعذار غير موجودة فعليًا أو يمكن معالجتها. لكن الشخص المصاب بفوبيا الزواج يظل متمسكاً بها.[8]
2. الخوف من العلاقة الجنسية: بعض البنات يَخفْنَّ خوفًا شديداً يصل إلى درجة «الرعب» من الاتصال الجنسي مع الرجال، وما يترتب عليه من آلام وحمل وولادة وقد يكون هذا الخوف بسبب التعرض في الصغر لاغتصاب والتحرشات الجنسية أو تخويف من المحيطين بها من العلاقة الجنسية.[9]
3. الخوف من قطع التواصل وفقد المعيشة مع الأسرة الأساسية: وهذا النوع يظهر لدى الفتيات - خاصة - عند الخطوبة ويزداد مع عقد القران واقتراب موعد الزواج.
4. البطالة: فالشباب الذين لا يجدون وظائف من شأنها أن تمنحهم ما يساعدهم على التّخطيط لمستقبلهم، مما يثير لديهم مشاعر القلق المتعلّقة بالمستقبل، وخصوصًا المستقبل الزواجي وبناء الأسرة، بل وفي حالات نفسية خاصة قد يتطور قلق المستقبل الزواجي إلى ظاهرة الجاموفوبيا (Gamophobia (إي الخوف من الزواج).[10]
5. انفصال الوالدين: والذي قد يخلق لدى الشخص الخوف من الزواج.[11]

## علاج رهاب الزواج
1. اعرف أسباب خوفك: ما الذي تخشاه بالضبط؟ هل ينتابك الخوف من الطلاق؟ هل أنت خائف من فقدان حريتك؟ ستكون أكثر استعدادًا للتغلب على خوفك إذا كنت تعرف ما تخاف منه.
2. معرفة فوائد الزواج: ومنها السعادة والصحة.[12]
3. التخلص من سلبيات الماضي: بالعلاج المعرفي السلوكي هي واحدة من العلاجات الأكثر فعالية لرهاب الزواج. قد يكون رهاب الزواج ذو صلة بذاكرة وتجربة سابقة مقلقة. يقدم المعالج السلوكي المشورة للشخص ويحاول أن يتخلص من الأفكار السلبية التي ينتقل إليها المرء تجاه الزواج. يميل الشخص المولع للأشمئزاز إلى الاندفاع إلى الخوف بسبب الصور السلبية والمزعجة المرتبطة بالزواج، وليس بسبب الزواج بشكل مباشر. يقوم المعالج بإجراء جلسات نقاش ومحادثات صحية ودلائل لاستبدال هذه الصور السلبية بأخرى إيجابية.[5]